# Drillia orellana
Drillia orellana är en snäckart som beskrevs av Dall 1927. Drillia orellana ingår i släktet Drillia och familjen Drilliidae. Inga underarter finns listade i Catalogue of Life.